# Elizabeth Blackwell

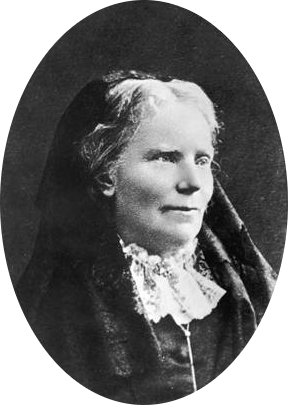
Elizabeth Blackwell

Elizabeth Blackwell (Couterslip bij Bristol, 3 februari 1821 - Kilmun (Schotland), 31 mei 1910) was een Engels-Amerikaans abolitioniste (een voorstandster van de afschaffing van de slavenarbeid) en een activiste voor de rechten van de vrouw. Ook was zij de eerste vrouw die geneeskunst praktiseerde in de Verenigde Staten en promootte ze onderwijs voor vrouwen in Geneeskunde.
Jaarlijks worden de Elizabeth Blackwell Medal awards uitgereikt, aan vrouwen die een aanzienlijke bijdrage leverden aan het uitdragen van vrouwen in Geneeskunde.
Blackwell startte haar carrière als leerkracht, maar ook al werd dit in die tijd gezien als een job voor vrouwen, voelde het voor haar niet juist. Toen een vriendin ziek werd en de opmerking maakte dat ze waarschijnlijk minder had afgezien indien een vrouwelijke dokter voor haar gezorgd had, was Blackwell's interesse in geneeskunde gewekt. Na vele afwijzingen werd ze uiteindelijk in een universiteit toegelaten om geneeskunde te studeren, als eerste vrouw in de Verenigde Staten.

## Persoonlijk
Blackwell werd geboren als derde in een gezin van negen kinderen. Haar vader was een suikerfabrikant die zijn zoons, maar ook zijn dochters, een opleiding kon laten volgen. In 1832 emigreerde de familie naar de Verenigde Staten en begon daar een suikerraffinaderij in New York. Na de dood van haar vader ging Elizabeth als onderwijzeres aan de slag. Haar verlangen was om ooit in de geneeskunst te kunnen werken en daarom ging ze werken bij een natuurkundige om daar de huishouding te doen. Zij spendeerde een deel van haar tijd aan zelfstudie in de medische bibliotheek van de familie. Ze werd actief in de beweging voor afschaffing van de slavernij, net zoals haar broer Henry Brown Blackwell, die getrouwd was met Lucy Stone. Na verloop van tijd raakte ze bevriend met Harriet Beecher Stowe. Een andere broer, Samuel C. Blackwell, trouwde met Antoinette Brown, een andere belangrijke vrouw die actief was voor de rechten van de vrouw.

## Opleiding
Blackwell meldde zich aan voor diverse prominente scholen voor een medische opleiding, maar werd overal geweigerd. Daarna probeerde ze het bij kleinere colleges, waaronder het Geneva College in New York. Daar werd ze geaccepteerd en trotseerde ze het vooroordeel van sommige professoren en studenten dat ze haar opleiding toch niet zou afmaken. Een anekdote was dat haar onderwijzer voor anatomie verlangde dat ze op een bepaalde dag niet aanwezig hoefde te zijn in de les, omdat de studenten de vrouwelijke genitaliën zouden gaan ontleden. Haar reactie zou zijn geweest dat als de onderwijzer opgewonden zou raken van het gekke hoedje dat student nr. 156 droeg, zij best bereid zou zijn haar opvallende hoofddeksel af te willen doen en vervolgens achter in de klas zou plaatsnemen, maar dat ze niet vrijwillig de les wilde missen. Op 11 januari 1849 slaagde Blackwell als beste van de klas en werd ze de eerste vrouw in de Verenigde Staten die een medische graad behaalde.
Na de opleiding zette Blackwell haar studies verder in Europa. Er heersten nog veel vooroordelen tegenover vrouwen in geneeskunde met als gevolg dat ze door veel ziekenhuizen afgewezen werd. Enkele jaren later, in 1851, keerde ze terug naar New York.

## Carrière
Gehinderd door de gang van zaken in de meeste ziekenhuizen, richtte Blackwell in 1857 haar eigen ziekenzaal op, de New York Infirmary for Indigent Women and Children. Toen de Amerikaanse Burgeroorlog begon, trainde ze verpleegsters en in 1868 richtte ze in haar eigen ziekenhuis een Medisch College op voor het onderrichten van vrouwen, artsen en doctoren. Toen Amerikaanse ziekenhuizen weigerden haar in te huren, opende ze een kliniek in New York waar ze ging samenwerken met haar zuster Dr. Emily Blackwell en met Dr. Marie E. Zakrzewska.
In 1869 verliet ze haar zuster Emily en keerde ze terug naar Engeland, waar ze samen met Florence Nightingale het Women's Medical College opende. Blackwell onderwees aan de nieuw opgerichte London School of Medicine for Women en werd de eerste vrouwelijke arts en dokter die opgenomen werd in het UK Medical Register. Ze ging met pensioen op een leeftijd van 86. Ze is begraven in Kilmun in Schotland.
Haar gids voor seksuele voorlichting, The Moral Education of the Young, werd in Spanje gepubliceerd evenals haar autobiografie, Pioneer Work in Opening the Medical Profession to Women.

## Persoonlijk leven
Blackwell had veel kennissen in de Verenigde Staten en in het Verenigd Koninkrijk. Tijdens haar vele reizen bezocht ze haar broers en zussen wanneer ze kon. Ze werd gezien als een assertief iemand en had moeite om een ondergeschikte rol aan te nemen.